# Wacławów (województwo wielkopolskie)
Wacławów – wieś w Polsce położona w województwie wielkopolskim, w powiecie słupeckim, w gminie Lądek.
Wacławów był znany pod koniec XIX wieku również jako Wacławowo. Leżał wówczas w powiecie słupeckim i liczył 19 domostw z 80 mieszkańcami. Wchodził w skład majątku Marszewo.
W latach 1975–1998 miejscowość należała administracyjnie do województwa konińskiego.